# Élections législatives de 2020 en Arizona
Les élections législatives de 2020 en Arizona ont lieu le 3 novembre 2020 afin d'élire les 60 membres de la Chambre des représentants de l'État américain d'Arizona.

## Système électoral
La Chambre des représentants de l'Arizona est la chambre basse de son parlement bicaméral. Elle est composée de 60 sièges pourvus pour deux ans au scrutin binominal majoritaire à un tour dans 30 circonscriptions de deux sièges chacune. Les électeurs de chaque circonscription disposent de deux voix qu'ils répartissent aux candidats de leur choix, à raison d'une voix par candidat. Après décompte des suffrages, les deux candidats ayant reçu le plus de voix sont élus. Les représentants sont limités à un maximum de quatre mandats consécutifs.

## Résultats
| Partis                   | Partis                   | Voix      | %     | +/- | Sièges | +/-           |
| ------------------------ | ------------------------ | --------- | ----- | --- | ------ | ------------- |
|                          | Parti républicain (R)    |           |       |     | 31     | en stagnation |
|                          | Parti démocrate (D)      |           |       |     | 29     | en stagnation |
|                          | Autres partis            |           |       |     | 0      | en stagnation |
|                          | Indépendants             |           |       |     | 0      | en stagnation |
|                          |                          |           |       |     |        |               |
| Votes valides            |                          |           |       |     |        |               |
| Votes blancs et nuls     |                          |           |       |     |        |               |
| Total                    | Total                    | 3 420 565 | 100   | -   | 60     | en stagnation |
| Abstentions              | Abstentions              | 860 587   | 20,10 |     |        |               |
| Inscrits / participation | Inscrits / participation | 4 281 152 | 79,90 |     |        |               |